# Saint-Martin-du-Vivier
Saint-Martin-du-Vivier – miejscowość i gmina we Francji, w regionie Normandia, w departamencie Sekwana Nadmorska.
Według danych na rok 1990 gminę zamieszkiwało 1445 osób, a gęstość zaludnienia wynosiła 289 osób/km² (wśród 1421 gmin Górnej Normandii Saint-Martin-du-Vivier plasuje się na 154. miejscu pod względem liczby ludności, natomiast pod względem powierzchni na miejscu 690.).